# Jesús Martínez Díez
Jesús Martínez Díez est un footballeur mexicain né le 7 juin 1952. Il évoluait au poste de défenseur.

## Biographie
Jesús Martínez Díez joue en faveur du Laguna FC puis du Club América. De 1975 à 1980, il joue 120 matchs en première division mexicaine, inscrivant deux buts.
Il reçoit deux sélections en équipe du Mexique.
Il participe avec l'équipe du Mexique à la Coupe du monde 1978 organisée en Argentine. Lors du mondial, il joue deux matchs : contre la Tunisie, et l'Allemagne.